# Isocianat de metacriloiloxietil
Lisocianat de metacriloiloxietil' és un líquid extremadament verinós que pot ser fatal en cas d'inhalació, absorció a través de la pell o consumpció oral. En menor mesura, pot cremar els ulls i la pell si hi estableix contacte. S'utilitza com a agent de reticulació en la producció de resines sintètiques.